# Peru na Zimowych Igrzyskach Olimpijskich 2022
Peru na Zimowych Igrzyskach Olimpijskich 2022 – występ kadry sportowców reprezentujących Peru na igrzyskach olimpijskich, które odbyły się w Pekinie w Chińskiej Republice Ludowej, w dniach 4-20 lutego 2022 roku.
Reprezentacja Peru liczyła jednego zawodnika – kobietę.
Był to trzeci start Peru na zimowych igrzyskach olimpijskich.

## Reprezentanci
| Zawodniczka         | Konkurencja   | Zjazd 1. | Zjazd 1. | Zjazd 2. | Zjazd 2. | Suma    | Suma    | Źródło |
| Zawodniczka         | Konkurencja   | Czas     | Miejsce  | Czas     | Miejsce  | Czas    | Miejsce | Źródło |
| ------------------- | ------------- | -------- | -------- | -------- | -------- | ------- | ------- | ------ |
| Ornella Oettl Reyes | Slalom gigant | 1:12,52  | 56.      | 1:11,53  | 46.      | 2:24,05 | 46.     | [ 2 ]  |
| Ornella Oettl Reyes | Slalom        | 1:03,25  | 53.      | 1:01,34  | 44.      | 2:04,59 | 44.     | [ 3 ]  |